# (27787) 1992 UO6
1992 يو أو 6 (ويعرف أيضًا باسم (27787) 1992 يو أو 6 وفق تسمية الكوكب الصغير) (بالإنجليزية: 1992 UO6)‏ هو كويكب ضمن حزام الكويكبات؛ وترتيبه 27787 من حيث الاكتشاف.
اكتُشف هذا الجُرم الفلكي بواسطة Kin Endate ‏ في 28 أكتوبر 1992.

## وصلات خارجية
- (27787) 1992 UO6 في قاعدة بيانات مختبر الدفع النفاث لأجرام النظام الشمسي الصغيرة

- الاكتشاف · مخطط المدار ·  العناصر المدارية · المعلمات المادية

- (27787) 1992 UO6 على موقع ويكي سكاي: DSS2, SDSS, GALEX, IRAS, Hydrogen α, X-Ray, Astrophoto, Sky Map, Articles and images